# Phụ gia chống cháy cho nhựa

## Giới thiệu
Hầu hết các loại nhựa sử dụng cả kĩ thuật lẫn dân dụng đều có tính bắt cháy cao do cấu trúc phân tử mạch Carbon của chúng. Vì vậy, để tăng cường khả năng chống cháy cho loại vật liệu này, cách tốt nhất là sử dụng phụ gia chống cháy do không mất thời gian và công sức vào nghiên cứu cơ bản để sáng tạo ra một loại vật liệu mới lại vừa tiết kiệm được chi phí sản xuất. 
Theo thống kê ở Mĩ vào năm 1976, khoảng 11000 vụ cháy ti vi đã xảy ra. Đến năm 1992, con số này chỉ còn 1200 mặc dù số lượng ti vi sử dụng đã tăng lên rất nhiều so với gần 20 năm trước đó. Nguyên nhân của hiện tượng tích cực này là do các nhà sản xuất đã sử dụng các loại phụ gia chống cháy nhằm kết hợp với nhựa dùng cho tivi làm giảm tính bắt cháy của chúng. 
Việc lựa chọn phụ gia chống cháy cũng là một vấn đề. Phụ gia có tương hợp tốt với nhựa hay không là một ví dụ. Trong nhiều trường hợp, phụ gia đưa vào nhựa chống cháy rất tốt nhưng lại làm giảm đi cơ tính của sản phẩm rất nhiều. Hoặc có phụ gia thì dễ bay hơi khó sử dụng, phụ gia khó bay hơi quá thì tính chống cháy lại không cao. Việc kết hợp một loại chất chống cháy vào trong nhựa đòi hỏi người sử dụng phải có kiến thức về hóa học cháy và hóa lý.

Việc thỏa mãn các yêu cầu thị trường của phụ gia chống cháy cũng quan trọng trong vấn đề tiêu thụ. Ở các thị trường khác nhau, ở những quốc gia khác nhau, với các tiêu chuẩn đo lường không giống nhau thì việc chất chống cháy có thỏa mãn được yêu cầu hay không là một vấn đề. Có chất chống cháy sử dụng được ở thị trường này nhưng không thể sử dụng ở nơi khác do không thỏa mãn được tiêu chuẩn an toàn sử dụng.
Một chất chống cháy lý tưởng phải thỏa mãn được rất nhiều những tiêu chuẩn khắt khe liên quan đến tính chất sử dụng: tính tương hợp với nhựa nền nghĩa là không làm giảm đi tính chất sản phẩm, bền ánh sáng, UV, không màu, hiệu quả ngay ở hàm lượng nhỏ, giá cả phải chăng, không gây ăn mòn máy móc, đặc biệt là phải không độc hại đối với sức khỏe của con người.

## Cơ chế chống cháy

### Sự cháy của polymer
Polymer cháy được là do sự có mặt của các thành phần: nhiệt, nhiên liệu và oxy. Nhiệt làm xuất hiện các khí dễ cháy (nhiên liệu) trên bề mặt polymer thông qua việc giảm cấp của polymer. Khi tỉ lệ ở pha khí giữa oxigen và các khí này đạt tới giá trị thích hợp, polymer sẽ bắt cháy.
Biểu đồ sự cháy của polymer có thể được mô tả thông qua vòng tròn delta enthalpy, trong đó ∆ H1 là nhiệt tỏa ra khi có sự tham gia của oxigen, ∆H2 là nhiệt phản hồi – tác nhân chính duy trì sự cháy của polymer.

Sự cháy của polymer

Chống cháy cho polymer chính là việc can thiệp vào một hoặc vài giai đoạn của quá trình cháy như là: nhiệt, giảm cấp, bắt cháy, sự lan rộng của đám cháy, bốc khói,...
Do đó: Chất chống cháy phải có nhiệm vụ là ngăn cản và dập tắt quá trình cháy. Chúng có thể hoạt động hóa học hoặc vật lý trong pha khí (gas phase) hoặc pha rắn (condensed phase) thông qua các phản ứng hóa học phức tạp nhằm chấm dứt việc duy trì sự cháy.

### Các cơ chế chống cháy

#### Tạo lớp bảo vệ trên bề mặt pha rắn (intumescence layer)
Cơ chế này liên quan tới việc hình thành một lớp bảo vệ bằng Carbon hay còn gọi là tạo lớp phấn trên bề mặt polymer. Lớp bảo vệ này có 2 tác dụng: ngăn cản sự tiếp xúc của oxi với bề mặt polymer; tạo thành một lớp cách nhiệt.
 
Lớp bảo vệ này được tạo thành từ 3 thành phần cơ bản:
- Xúc tác
- Tác nhân tạo phấn (charring agent)
- Tác nhân tạo xốp (blowing agent)
'Bảng: 3 thành phần cơ bản tạo nên lớp intumescence layer'

| Catalyst (Acid source) | Charring agents                                                                                              | Blowing agents (Spumific)                                       |
| --- | --- | --------------------------------------------------------------- |
| Ammonium salts Phosphates, polyphosphates                                                                                       | Polyhydric compounds                                                                                         | Amines/amides                                                   |
| Sulfates Halides | Starch Dextrin Sorbitol Pentaerythritol, monomer, dimer, trimer Phenol-formaldehyde resins Methylol melamine | Urea Urea-formaldehyde resins Dicyandiamide Melamine Polyamides |
| Phosphates of amine or amide | Others Charring                                                                                              |                                                                 |
| Products of reaction of urea or Guanidyl urea with phosphoric acids Melamine phosphate Product of reaction of ammonia with P2O5 | Polymers (PUR, PA, ...)                                                                                      |                                                                 |
| Organophosphorus compounds Tricresyl phosphate                                                                                  | |                                                                 |
| Alkyl phosphates Haloalkyl phosphates                                                                                           | |                                                                 |

#### Dập tắt gốc tự do hoạt động trên pha khí
Những polymer có gốc styrene khi gặp nhiệt sẽ nóng chảy, đề polymer hóa tạo ra những monomer, dimer, và trimer dễ bay hơi. Những polymer dạng này đòi hỏi phải có chất chống cháy hoạt động trên pha khí mạnh hơn là trên pha rắn.
Chất chống cháy hoạt động trên pha khí sẽ ngăn cản các hoạt động hóa học tạo ra sự cháy. Cụ thể, trong quá trình cháy, các phần polymer tương tác với oxi và các chất nhạy phản ứng tạo ra các gốc tự do của Oxi, hydroxy, và Hydro. Những phụ gia có chứa halogen và phosphor có thể tác dụng với các gốc tự do này để tạo ra các chất ít hoạt động góp phần ngăn cản sự cháy.
Một số phản ứng tạo ra gốc tự do:

H* + O2 <--> O* + HO*

O* + H2 <--> H* + OH*

HO* + CO <--> CO2 + H*